# Emmanuel Villanis

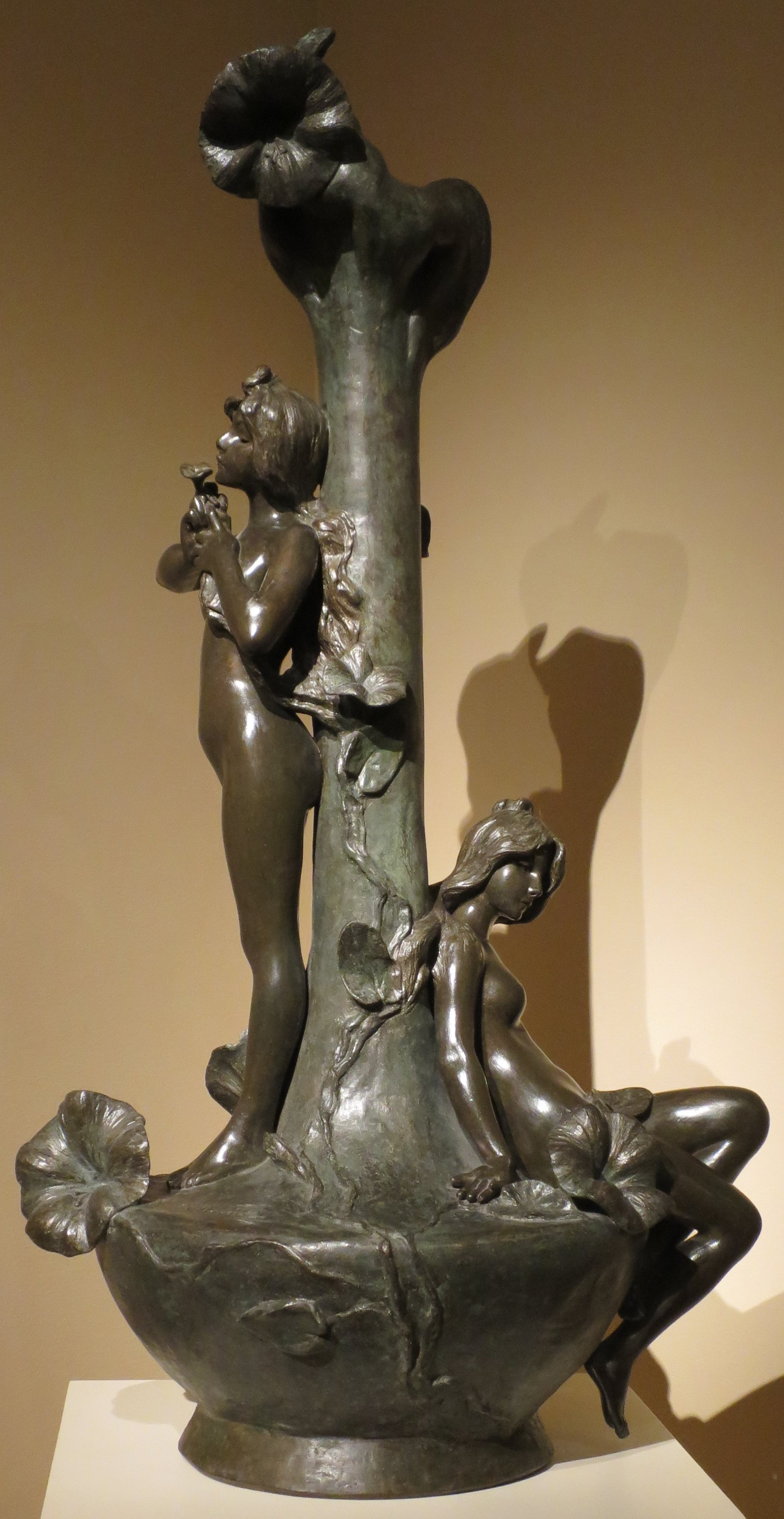
Vaas met vrouwenfiguren, tussen 1890 en 1910, Moskou, Poesjkinmuseum.

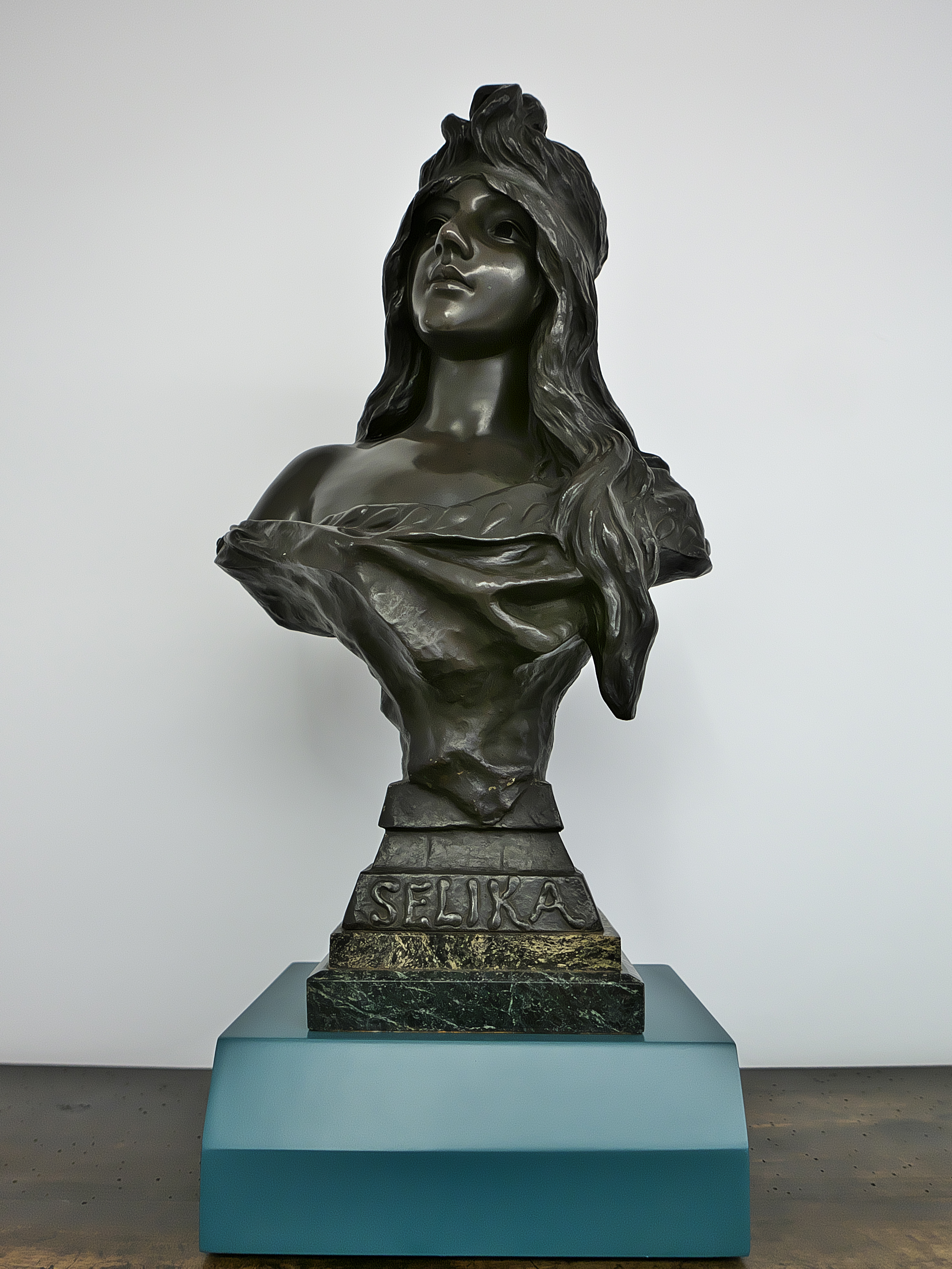
Selika, tegen 1900, Sevilla, Museo Bellver.

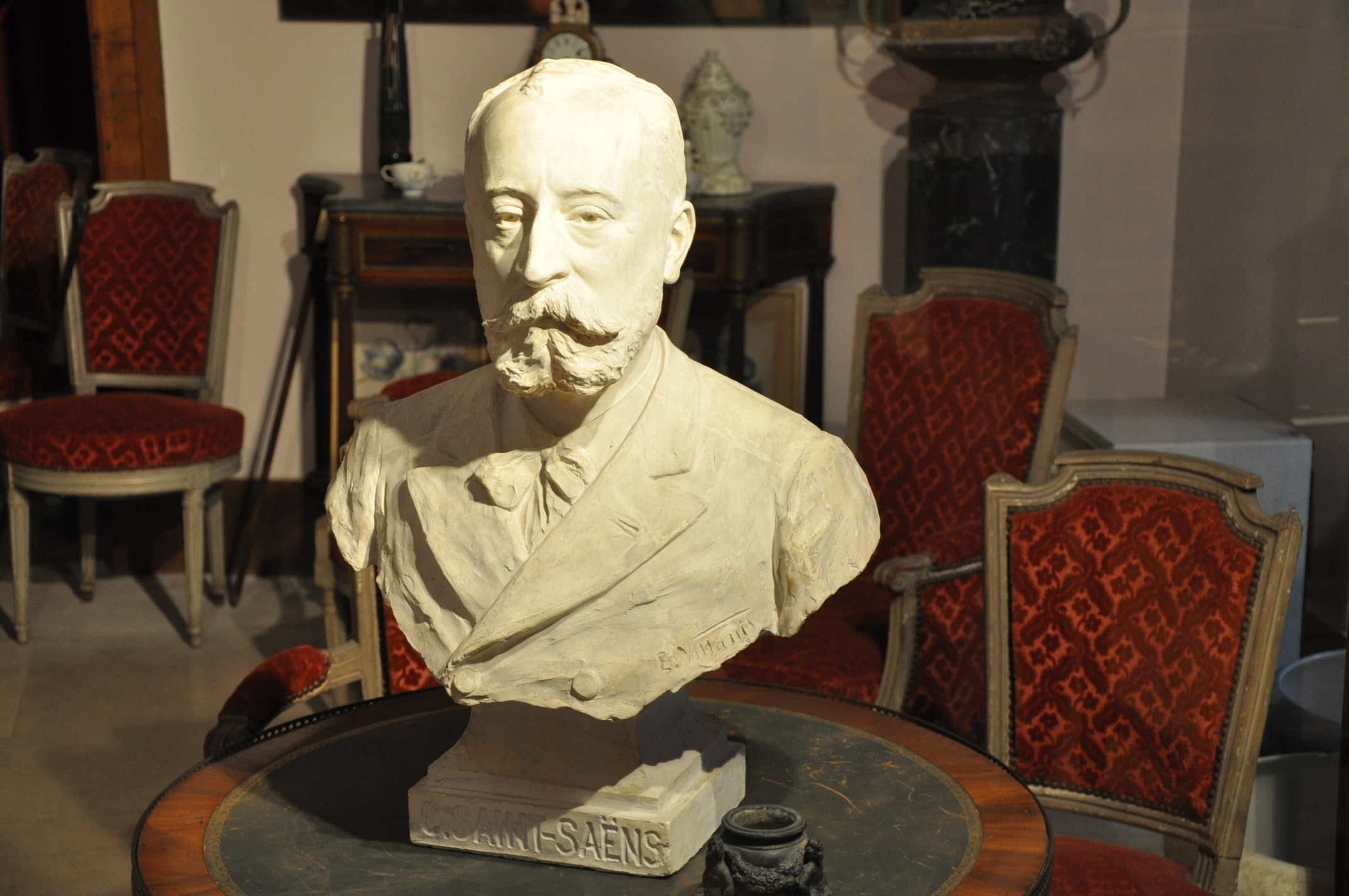
Camille Saint-Saens, Dieppe, kasteel van Dieppe.

Emmanuel Villanis, of Emmanuel Villani, geboren in Rijssel op 12 december 1858 en overleden in Parijs op 28 augustus 1914, was een Frans beeldhouwer verbonden aan de Art Nouveau-beweging.

## Biografie
Emmanuel Villanis kwam uit een familie van Italiaanse afkomst. Al in 1861 keerden zijn ouders terug naar Italië en vestigden zich in Piemonte. Ze waren uit Italië gevlucht vanwege de uitbraak van de onafhankelijkheidsoorlog, die onder dreiging van Napoleon Bonaparte plaatsvond. In 1871 schreef de kunstenaar zich in aan de Accademia Albertina in Turijn, waar hij les kreeg van beeldhouwer Odoardo Tabacchi (1831-1905). Aan het einde van zijn studie moedigde zijn meester hem aan om te exposeren. Zijn buste Alda werd bijvoorbeeld in 1881 tentoongesteld in Milaan.
In 1885 vestigde Villanis zich in Montmartre, een wijk in Parijs waar hij de rest van zijn leven zou blijven wonen. Zijn bekendheid groeide dankzij zijn producties van vrouwelijke figuren. Aida, Judith, Dalila, Lucretia (Lucrèce), Assepoester (Cendrillon): zijn werk omvat grote heldinnen uit opera, literatuur, mythologie en de Bijbel. Villanis richtte zich ook op verschillende typen of stereotypen van vrouwen – zoals de Bohemienne, de Châtelaine (Kasteelvrouw) en de Parisienne (Parijse vrouw) – en verschillende allegorieën, waaronder La Peinture (De Schilderkunst) en La Sculpture (De Beeldhouwkunst).
Zijn werken, meestal uitgevoerd in brons of een legering en soms in chryséléphantine (combinatie van brons en ivoor), dragen subtiel de stempel van de Art Nouveau, met name door de typografie van de titels op de sokkels. Zijn gebruik van patina's versterkte de verfijning van zijn lijnenspel, waardoor Villanis een van de belangrijkste beeldhouwers van de Art Nouveau-beweging werd. Wat betreft het gieten van zijn bronzen beelden, werkte hij voornamelijk samen met de Société des Bronzes de Paris en Eugène Blot.
Villanis exposeerde elf keer op de "Salon des artistes français" tussen 1886 en 1910, en nam deel aan de Wereldtentoonstelling van 1889 in Parijs, evenals aan die van Chicago in 1903. Zijn werk is veelvuldig vervalst; er circuleren nog steeds veel kopieën op de kunstmarkt.
Hij is begraven op de Parijse begraafplaats van Saint-Ouen (1e divisie).

## Werken
Bijbelse figuren
- Dalila
- Judith
- Rebecca au puits
- Salomé

Literaire of operafiguren
- Aïda
- Carmen
- Cendrillon
- Cosette
- Esmeralda
- Javotte
- Lakme
- Lalla Roukh
- Lola
- Manon
- Miarka
- Ophélie
- Thaïs

Mythologische of antieke figuren
- Circé
- Diane
- Galatée
- Ida
- Iris
- Lucrèce
- Phryné
- Sapho
- Sybille
- Tanagra
- Walkyrie
- Naïades, vaas

Oriëntalistische figuren
- Sultane
- Shéhérazade

Typische figuren, allegorieën en overigen
- Parisienne
- Châtelaine
- Byzance
- Farfalla
- Bohémienne
- Tzigane
- La Ballerine
- Le Retour du bal
- La Sculpture
- La Peinture
- L'Amour de l'Art, ook genoemd La Femme peintre.
- La Palette de l'artiste
- Rêve
- L’Éclipse
- Talisman
- Au Revoir
- Coquelicot
- Pensée
- Fille de Bohème
- Fille d’Ève
- Jeune fille au tambourin
- Enfant du pêcheur
- La Cigale
- Papillon
- Soleil
- Orient
- Mignon
- Frinette
- Lola
- Moé
- Alda
- Carmella
- Nerina
- Saïda

Het thema gevangenschap
- Captive
- L'Otage
- L'Esclave
- La Capture
- Prise de Corsaire